# Siergiej Kazokin
Siergiej Nikołajewicz Kazokin (ros. Сергей Николаевич Казокин, ur. 25 lipca 1956 w Moskwie) – radziecki szermierz, brązowy medalista mistrzostw świata.
Podczas mistrzostw świata w Rzymie w 1982 roku reprezentanci ZSRR w składzie: Siergiej Kazokin, Andriej Alszan, Wiktor Krowopuskow, Michaił Burcew i Siergiej Koriażkin zdobyli brązowy medal w turnieju drużynowym. Był to jedyny medal wywalczony przez Kazokina w zawodach tego cyklu.
Nigdy nie wziął udziału w igrzyskach olimpijskich.